# Hellenisztikus nyelvek
A hellenisztikus nyelvek az indoeurópai nyelvcsalád egyik nyugati ága. Valójában ma már csak egyetlen élő nyelv tartozik ide: a görög; azonban az ókori görög dialektusok (lásd: ógörög nyelv), amelyekből később a közös nyelv, vagyis a koiné kifejlődött, illetve feltételezhetően az e nyelvjárásokkal közeli rokonságban álló makedón nyelv is a régi indoeurópai nyelvek külön ágát alkották.